# Centrale Swentibold
Centrale Swentibold (WKC Swentibold) is een warmte-krachtcentrale gelegen in Geleen, gemeente Sittard-Geleen, in de Nederlandse provincie Limburg. De centrale bevindt zich op het industriecomplex Chemelot en is eigendom van en wordt geëxploiteerd door RWE. Distributie van de stroom en stoom wordt verzorgd door Utility Support Group, dat in 2015 alle aandelen EdeA overnam.
De centrale wekt elektriciteit en stoom op uit aardgas en uit restgassen en/of afvalstoffen afkomstig van diverse fabrieken op de Chemelot-locatie, waaronder die van DSM en SABIC. De opgewekte energie wordt weer gedistribueerd naar afnemers op Chemelot. De centrale heeft een elektrisch vermogen van 231 megawatt. De maximale productiecapaciteit voor stoom is 300 ton per uur.
Centrale Swentibold is in gebruik genomen in 1999. De naam komt van het Land van Swentibold, de historische landstreek waarin de centrale en Chemelot zijn gevestigd. Het complex bevindt zich nabij het knooppunt Kerensheide.

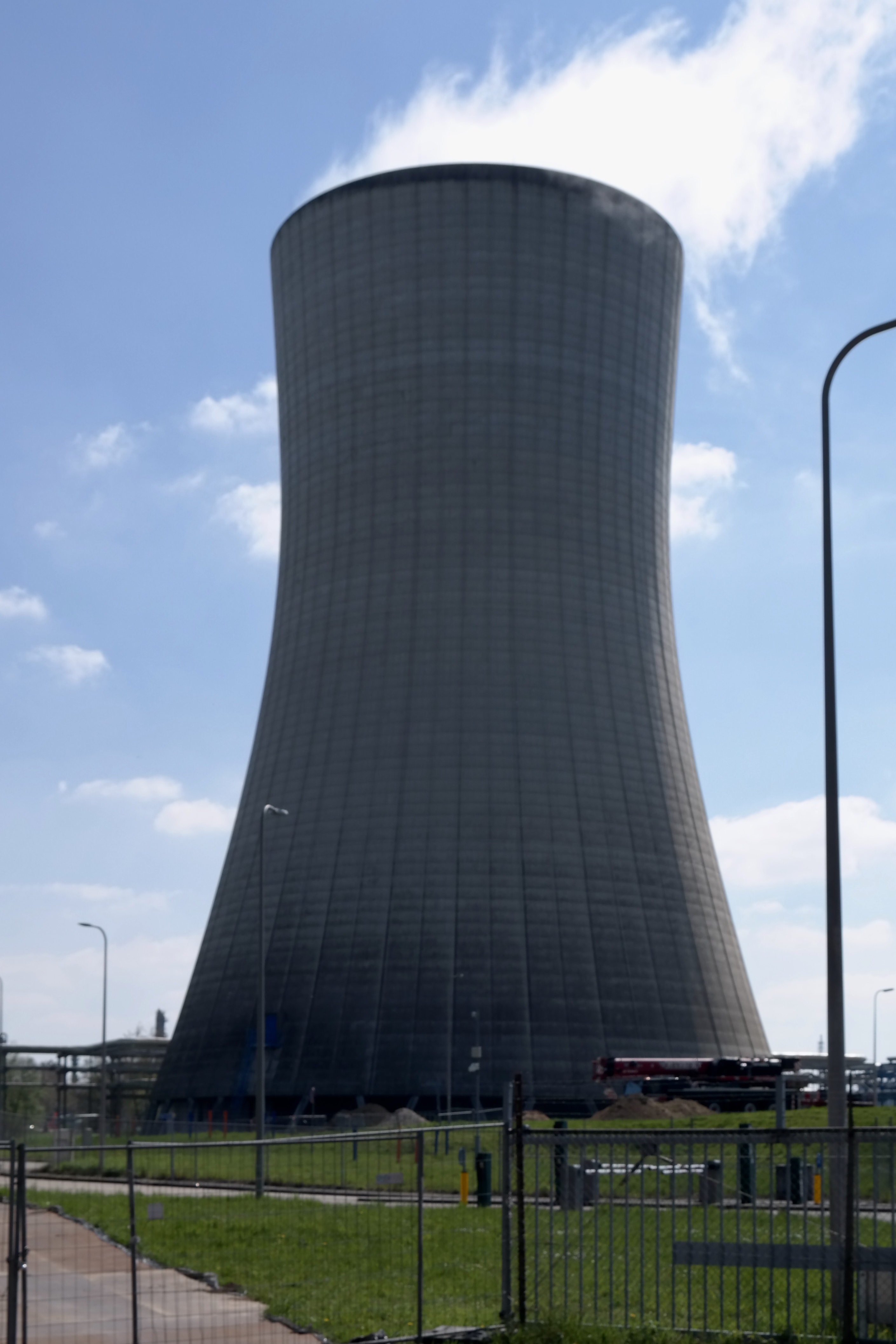
Koeltoren van de centrale vanuit het noorden gezien